# Honda Gold Wing
Honda Gold Wing (lub Goldwing) – motocykl turystyczny zaprojektowany i produkowany przez japońską Hondę. Został zaprezentowany w 1975 roku i stał się popularnym modelem w Ameryce Północnej, Europie Zachodniej i Australii. Począwszy od 1975 roku silnik w układzie bokser przechodził modyfikacje z czterocylindrowego (o pojemności 999 cm³), aż do sześciocylindrowego o pojemności 1832 cm³ (produkowanym od 2001 roku).

## GL1000

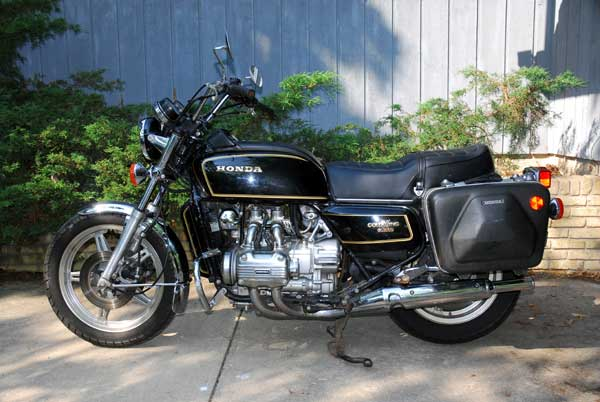
1978 Honda GL1000

Goldwing zadebiutował na pokazie Intermot w październiku 1974 roku modelem GL1000. Był on wyposażony w czterocylindrowy silnik w układzie bokser o pojemności skokowej 999 cm³ i ważył (w stanie suchym) 267 kg. W Stanach Zjednoczonych w roku 1975 sprzedano 13 000 sztuk tego modelu.
Chociaż GL1000 był motocyklem turystycznym, był sprzedawany bez owiewek, które wkrótce pojawiły się na rynku wraz z akcesoriami bagażowymi (zwłaszcza serii Windjammer firmy Vetter Fairing Company). Z drobnymi zmianami dla różnych rynków, model pozostał praktycznie bez większych zmian w latach 1975-1977. Z kolei w 1978 wprowadzono ich wiele - zmieniono kształt zbiornika, przyrządy na górze zbiornika, siedzenie, gaźnik, układ wydechowy oraz zlikwidowano rozrusznik nożny.
W roku 1979 Honda oferowała własne sakwy i kufry, ale wciąż nie posiadała owiewek. W latach 1975–1979 sprzedano w Stanach ponad 97 tys. GL1000.

## GL1100

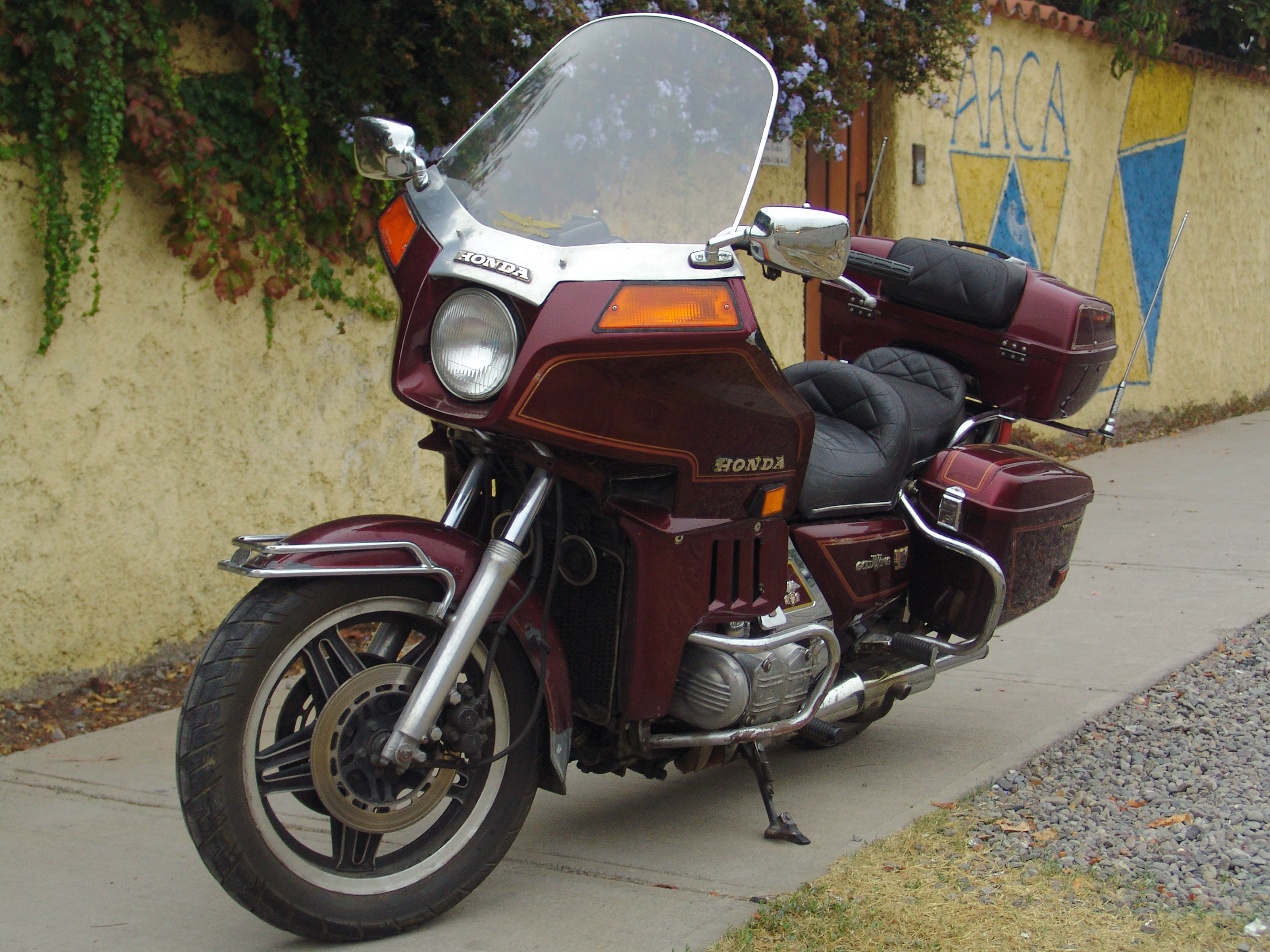
1980 Honda Gold Wing GL1100 Interstate

Wypuszczony w roku 1979 (jako model 1980) GL1100 był produkowany do 1983 roku. W większości był on taki sam jak GL1000, ale z kilkoma poprawkami. Silnik był ten sam, choć powiększony do 1 085 cm³. Elektroniczny zapłon zastąpił starszy system punktowy. Zmieniono zawieszenie na system regulowany powietrzem (pierwszy raz zastosowany w motocyklu). Wiele części mogło być stosowanych zamiennie w modelach GL1000 i GL1100.
Podstawowy model był teraz nazywany GL1000 Standard. W 1980 roku Honda przedstawiła także wersję Interstate. Był to drugi motocykl produkowany (po BMW R100RT z 1979) standardowo z akcesoriami turystycznymi, takimi jak kufer, sakwy i owiewki.
W 1981 roku produkcja Goldwinga została przeniesiona z Japonii do Marysville Motorcycle Plant w Ohio. Ten ruch spowodował przeniesienie fabryki motocykli na ich największy rynek i dopuściło Hondę na rynek maszyn produkowanych w Ameryce.
W 1982 roku przedstawiono doposażoną wersję - Aspencade. Radio AM/FM czy dwukolorowe malowanie było tu standardem, podczas gdy dla skromniejszej Interstate były dodatkami, natomiast tzw. „podłogi”, chromy i CB-radio były opcjonalne dla obu wersji.
W roku 1983 Honda wprowadziła kilka znaczących zmian w ostatnim roczniku GL1100. Były to wyświetlacz LCD, anty-nurkujące przednie zawieszenie (TRAC), połączone hamulce przedni i tylny oraz nowe rozmiary kół i opon. Zwiększono też przestrzeń bagażową, a siedzenie i podnóżki dla pasażera zostały przeniesione dla zapewnienia lepszego komfortu.

## GL1200

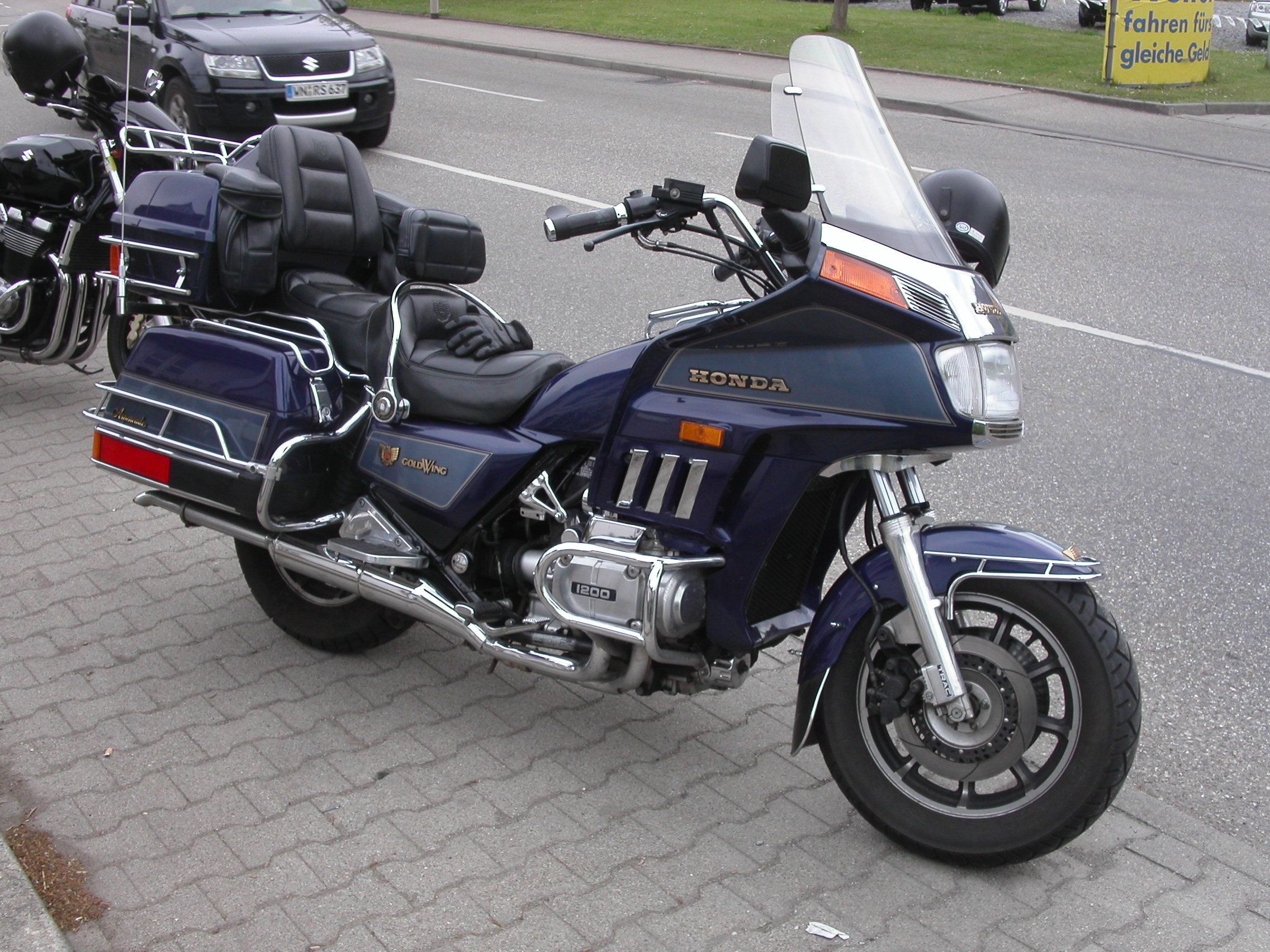
Honda Gold Wing GL 1200

Model wypuszczony w 1984 roku. Silnik o pojemności 1182 cm³ był całkowicie nowy, zwiększyła się moc i moment, a luzy zaworowe regulowane były teraz hydraulicznie. Rama była większa i usztywniona dla gładszej jazdy. Zarówno w Interstate, jak i Aspencade kufry zostały zintegrowane z motocyklem.
1984 rok był ostatnim rokiem „niezabudowanej” wersji Standard, której sprzedaż malała. Doprowadziło to do zmniejszenia udziału firm tuningowych, takich jak Vetter.
W roku 1985 został przedstawiony model GL1200LTD. Był to limitowany Aspencade, z ulepszoną technologią. Standardem w LTD był elektroniczny wtrysk paliwa, automatyczna regulacja tylnego zawieszenia, system interkom, tempomat, tylne głośniki, poprawione siedzenia, unikatowy (dwutonowy złoto-brązowy) kolor, dodatkowe oświetlenie, bogatszy panel przyrządów i bardziej wyrafinowany komputer pokładowy. Miał także zwiększoną wydajność alternatora, dopuszczając więcej możliwości dodania elektroniki.
W 1986 LTD został zastąpiony przez SE-i. Ten model miał powiększony do 500 W alternator i był dostępny tylko w specjalnym perłowobiało-beżowym malowaniu. Masa wzrosła do 350 kg.
W 1987 SE-i został porzucony, ale pewne jego cechy zostały przeniesione do Aspencade, np. interkom, tempomat, ulepszone stereo, miększe siedzenia. Prostsza wersja komputera pokładowego była wystarczająca.

## GL1500

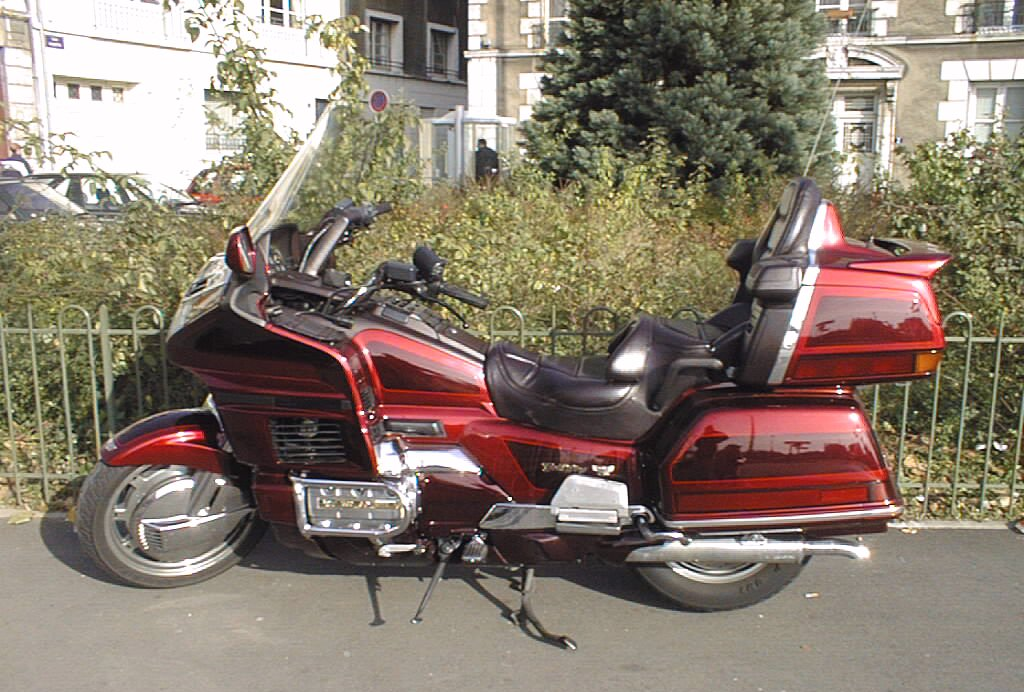
GL1500 Goldwing

Rok 1988 przyniósł najwięcej zmian wizualnych Goldwingowi od jego powstania. Największą różnicą było wprowadzenie sześciocylindrowego boksera o pojemności 1520 cm³ zamiast dotychczasowego czterocylindrowego. Jednak był nadal zasilany gaźnikiem, Honda przedstawiła konkretny cyfrowy zapłon. Zwiększyło to moc i zredukowało hałas. Honda otoczyła cały motocykl plastikiem, nadając mu wygląd bryły.
Główną innowacją było wprowadzenie do niektórych modeli (Aspencade i SE) biegu wstecznego, którego siłą napędową był rozrusznik (z powodu wagi i rozmiarów, niektórzy mieli problemy z cofaniem).
Między rokiem 1988 a 1990 dostępny był tylko jeden model. Od 1990 Honda przedstawiła SE, który był esencją kosmetycznych ulepszeń, były to m.in. dwukolorowy lakier, spoiler na bagażniku i kilka innych. W późniejszych latach zostało wprowadzonych więcej rozwiązań do modelu SE.
Inne modele, m.in. Interstate (1991-1996) były podstawową wersją bez regulacji podnóżków pasażera, z podstawowym radiem, bez interkomu i innych zmian. Aspencade (1991-2000) był praktycznie taki sam jak SE, ale nie posiadał CB, spoilera i dwutonowego lakieru. Większość brakujących akcesoriów Aspencade było sprzedawanych przez Hondę.
Dane techniczne:
Silnik: sześciocylindrowy, czterosuwowy, bokser, chłodzony cieczą
Rodzaj rozrządu: SOHC
Liczba zaworów na cylinder: 2
Poj.: 1520 cm³
Moc maksymalna: 100 KM (74 kW) przy 5 200 obr./min
Masa: 387 kg
Wysokość siodła: 770 mm
Prędkość max: 184 km/h

## GL1800
W 2001 roku GL1800 był pierwszym nowym modelem od 13 lat. Silnik został powiększony do 1832 cm³ i wyposażono go we wtrysk paliwa, moc wzrosła z 99 do 117 KM (74 do 87 kW). W tym samym czasie waga motocykla zmalała w porównaniu do GL1500 (dzięki zastosowaniu wytrzymałej, tłoczonej z aluminium ramy złożonej z 31 osobnych części - to mniej niż połowa w porównaniu do poprzedniej wersji). Pewne problemy z ramami z początku ich produkcji zostały poprawione w modelu z roku 2004.
Zastosowano ABS.
Model 2006 był pierwszym produkowanym motocyklem z poduszką powietrzną. Pozostałe modele 2006 posiadają GPS podłączony przez głośniki lub zestaw słuchawkowy w kasku. Dla zwiększenia komfortu zastosowano także podgrzewane siedzenia i manetki oraz nadmuch ciepłego powietrza na nogi kierowcy. Zmniejszono masę ramy.
Wkomponowane w bryłę motocykla boczne sakwy mają po 40 l pojemności, górny kufer 61 l i wyposażone są w centralny zamek otwierany za pomocą pilota.
Dane techniczne:
Silnik: sześciocylindrowy, czterosuwowy, bokser, chłodzony cieczą
Rodzaj rozrządu: SOHC
Liczba zaworów na cylinder: 2
Poj.: 1832 cm³
Moc maksymalna: 119 KM (87 kW) przy 5 200 obr./min
Rozstaw osi: 1690 mm
Prędkość max: 190 km/h